# Gerechtigkeitsforschung
Mit Gerechtigkeitsforschung (engl.: Social Justice Research) werden verschiedene Forschungsansätze aus der Psychologie und den empirischen Sozialwissenschaften bezeichnet, die sich mit den in der Gesellschaft vorhandenen Einstellungen, Motiven, Wahrnehmungen und Urteilen zur Gerechtigkeit befassen. Dabei werden persönliche, soziale, ökonomische und kulturelle Einflussfaktoren auf die jeweils eingenommenen Standpunkte untersucht.
Im Gegensatz zu den analytischen Gerechtigkeitstheorien der Philosophie und der politischen Theorie macht die Gerechtigkeitsforschung keine Aussagen darüber, was unter Gerechtigkeit verstanden werden soll, sondern in ihr wird mit empirischen Erhebungen untersucht, was die Menschen über Gerechtigkeit denken und wie sie die gegebenen Verhältnisse in Hinblick auf ihre Gerechtigkeitsvorstellung beurteilen.

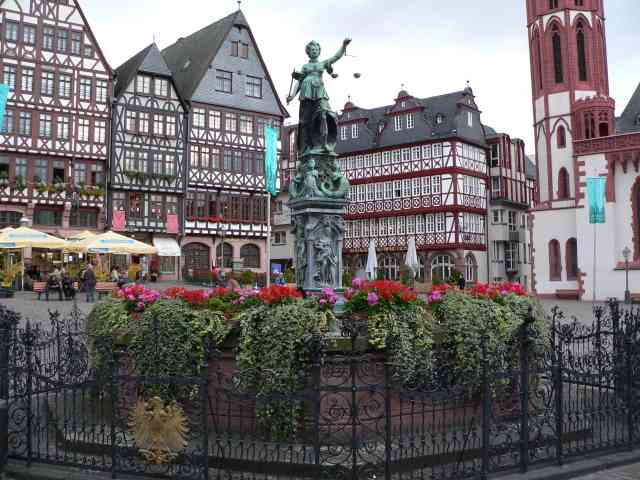
Der Gerechtigkeitsbrunnen in Frankfurt/Main. Die Darstellung der „Gerechtigkeit“ im westlichen Kulturkreis ist die urteilende Justitia, mit Waage (abwägend), Schwert (strafend) und einer Binde vor den Augen (ohne Ansehen der Person).

## Zielsetzung
Die grundlegende Zielsetzung der empirischen Gerechtigkeitsforschung ist es, festzustellen inwieweit die in der Bevölkerung tatsächlich vorhandenen Gerechtigkeitsvorstellungen mit den theoretischen Konzepten in Einklang zu bringen sind und inwieweit sich hieraus Handlungsanstöße für das praktische Leben ableiten lassen. Die Erkenntnisse der Gerechtigkeitsforscher werden in der Politik, in der Mediation, vor allem aber in Organisationen zum Beispiel bei der Arbeitsbewertung und Lohnfindung, bei Beförderungen oder bei Aufgabenzuweisungen verwendet (organisationale Gerechtigkeit).
Die sozialpsychologische Forschung beschäftigt sich mit dem Entstehen, Erleben und Beurteilen von Ungerechtigkeiten und den Reaktionen darauf; denn tatsächliche oder vermeintliche Ungerechtigkeit(en) werden stark wahrgenommen und führen zu teilweise heftigen Reaktionen. Empfundene Ungerechtigkeit ist ein wesentliches Motiv für die Forderung, Gerechtigkeit herzustellen.
In den Sozialwissenschaften, vor allem in der Soziologie, wird die Fragestellung erweitert, wie sich gesellschaftliche Institutionen, beispielsweise das Steuersystem, die Chancen auf Erwerbstätigkeit und Bildung, Zugang zum Gesundheitswesen, betriebliche Entlohnungssysteme oder das Strafrecht auf Gerechtigkeitsvorstellungen auswirken. Dabei wird zugleich der soziale Kontext der jeweiligen Werthaltungen untersucht.

## Analysekonzepte
Die Untersuchungen beziehen sich vor allem auf Einstellungen zur Gerechtigkeit (Psychologie) und inwieweit diese in den gegebenen gesellschaftlichen Verhältnissen widergespiegelt werden (Sozialwissenschaften). Dabei werden folgende Fragestellungen bearbeitet:
(1) Wovon glauben Individuen und Gesellschaften, dass es gerecht sei, und warum glauben sie es?
(2) Wie beeinflussen Gerechtigkeitsvorstellungen die aktuellen Belohnungen und die bestehende Güterverteilung in einer Gesellschaft?
(3) Wie ist das Ausmaß wahrgenommener Ungerechtigkeit bei einer Abweichung von einem gerechten Zustand?
(4) Was sind die verhaltensbezogenen und sozialen Folgen einer wahrgenommenen Ungerechtigkeit?
Aus psychologischer Sicht interessiert insbesondere, welche Faktoren die Haltung eines Menschen in Hinblick auf seine Gerechtigkeitsvorstellung beeinflussen und welche Auswirkungen als ungerecht beurteilte Sachverhalte haben. Welchen Einfluss hat die Moralerziehung? Wie wirken sich welche Verfahrensprinzipien und Verteilungsnormen auf das Gerechtigkeitsempfinden aus? Dabei werden zumeist Erhebungen mit den Methoden der empirischen Sozialforschung durchgeführt.
Grundsätzlich ist zu unterscheiden zwischen einer Mikroperspektive und einer Makroperspektive. Im Fall der „Mikro-Gerechtigkeit“ werden Aussagen mit Bezugnahme auf einzelne Personen getroffen. Zur „Makro-Gerechtigkeit“ werden Prinzipien untersucht, deren Ergebnisse sich personenneutral auf größere gesellschaftliche Gruppen beziehen. Oftmals werden dabei gesamtgesellschaftliche Daten wie eine bestehende Einkommensverteilung oder Informationen zur Sozialstruktur betrachtet. Ein Prinzip zur Beförderung oder zur Lohneinstufung betrifft demnach die Mikroebene, während die staatliche Festlegung eines Mindestlohns auf der Makroebene erfolgt. Ein makrotheoretischer Ansatz ist die Institutionenanalyse, in der gefragt wird, ob gesellschaftliche Einrichtungen wie das Steuersystem, das Rentensystem oder die soziale Marktwirtschaft durch Gerechtigkeitsvorstellungen begründet werden und ob die tatsächlichen Verteilungsergebnisse diesen Begründungen entsprechen.
Eine zweite systematische Unterscheidung der Forschungsansätze kann danach getroffen werden, ob sie auf ein einzelnes Prinzip (eindimensional) oder auf mehrere Prinzipien (mehrdimensional) abheben. Eindimensionale Ansätze werden in der Regel nach einem universalistischen Prinzip definiert und haben ein formales Gerechtigkeitskriterium. Ein solcher Ansatz ist der Utilitarismus. Auch moderne utilitaristische Theorien, die auf die Bewertung verschiedener Präferenzen ausgerichtet sind, fokussieren am Ende auf einen einheitlichen Gesamtnutzen. Multidimensionale Ansätze sind hingegen partikular und berücksichtigen mehrere Gerechtigkeitskriterien. Als mehrdimensionale Makrotheorie kann man die Theorie der Gerechtigkeit von John Rawls einstufen, der zumindest zwei Gerechtigkeitsprinzipien zugrunde legt. Eine eindimensionale Mikrotheorie ist das Verdienstprinzip, das bereits Aristoteles mit der Methode der proportionalen Verteilung beschreibt. Eine moderne Entsprechung findet sich in den Theorien von Homans und Adams (s. u.). Ein mehrdimensionaler Ansatz auf der Mikroebene ist das Konzept der Verwirklichungschancen von Amartya Sen. Als hybride Konzepte kann man die Sphären der Gerechtigkeit von Michael Walzer sowie lokalen Gerechtigkeiten von Jon Elster (s. u.) beschreiben, weil diese je nach Bereich unterschiedliche Prinzipien annehmen.
Methodisch wird unterschieden zwischen
1. Korrelationsstudien
  1. Beobachtungen (z. B. Feldstudien)
  2. Befragungen (Interviews und Fragebögen)
2. Experimenten (Szenarien).[10]

## Entwicklung
Wegbereiter der Gerechtigkeitsforschung in der Sozialpsychologie war in den 1950er Jahren die Theorie der kognitiven Dissonanz von Leon Festinger und seine soziale Vergleichstheorie. George C. Homans führte erstmals ein Konzept der Verteilungsgerechtigkeit in seiner Austauschtheorie des sozialen Verhaltens ein. Danach soll eine Interaktion zu einer angemessenen Belohnung im Verhältnis zum Einsatz führen.

### Equity-Theorie
Eine wegweisende Theorie aus diesem Forschungsbereichen ist die Equity-Theorie von J. Stacy Adams, nach der sich das Verhältnis des geleisteten Inputs und der erhaltenen Outputs relativ an einem sozialen Bezug orientiert, zum Beispiel Entlohnung und Arbeitsleistung am Einkommen einer Referenzperson.
Die Equity-Theorie beinhaltet das folgende Gedankenkonzept:
- Alle Individuen versuchen das Verhältnis von Leistung/Ertrag (Input/Output) zu maximieren.
- Die Individuen einer Gruppe gehen davon aus, dass sie durch Kooperation den Gesamtnutzen steigern können.
- Equity wird erreicht durch Proportionalität (entspricht der distributiven Gerechtigkeit bei Aristoteles).
- Innerhalb von Gruppen werden allgemein akzeptierte Regeln zur Verteilung entwickelt.
- Innerhalb von Gruppen werden diejenigen belohnt, die den Regeln entsprechen.
- Abweichler innerhalb einer Gruppe werden sanktioniert.
- Fühlen sich Personen innerhalb von Gruppen ungerecht behandelt, erzeugt dies Unbehagen.
- „Je größer die vorhandene Unausgewogenheit ist, desto größeres Unbehagen werden sie empfinden und desto mehr werden sie sich bemühen, einen Zustand der equity wiederherzustellen.“[14]

Nicht nur Gerechtigkeitstheoretiker verweisen darauf, dass Handlungen nicht nur nach dem Rationalitätsprinzip, sondern vor allem auch aufgrund von Bedürfnissen sowie im Falle von allgemeinen Rechten (Grundrechte) nach dem Gleichheitsprinzip (Egalitarismus) beurteilt werden. Weil Personen ausschließlich als Nutzenmaximierer betrachtet werden, entspricht die Equity-Theorie dem Utilitarismus bzw. der Wohlfahrtsökonomik.

### Gerechtigkeitsmotivtheorie
Die Gerechtigkeitsmotivtheorie von Melvin Lerner, die in Deutschland von Leo Montada und J. Maes vertreten wird. untersucht den „Gerechte-Welt-Glauben“, also den Umfang der Überzeugung, dass die Lebenswelt sich grundsätzlich am Maßstab der Gerechtigkeit orientiert.

### Verfahrensgerechtigkeit
Gerald S. Leventhal verwies darauf, dass wahrgenommene Gerechtigkeit nicht nur durch die Verteilung als solche, sondern auch durch das Verteilungsverfahren bestimmt wird. Er stellte sechs Prinzipien der Verfahrensgerechtigkeit auf:
- Konsistenz – jeder wird zu jeder Zeit gleich behandelt
- Unvoreingenommenheit – jede Sichtweise findet Berücksichtigung
- Genauigkeit – vollständige Information und genaue Datenerhebung
- Korrigierbarkeit – Zulässigkeit von Beschwerden
- Repräsentativität – angemessene Berücksichtigung aller Interessen
- Ethische Rechtfertigung – Vertretbarkeit vor den bestehenden moralischen Standards

Über die Entwicklung von Prinzipien der Verfahrensgerechtigkeit hinaus vertritt Leventhal die Auffassung, dass das Verdienstprinzip als alleinige Grundlage der Equity-Theorie nicht ausreichend ist. Vielmehr ist der Ertrag, das gerechte Ergebnis einer Austauschbeziehung, abhängig von einer Kombination der Regeln der Leistung (contribution), der Bedürfnisse (needs) und der Gleichberechtigung (equality) sowie weiteren Regeln (other rules). Je nach den persönlichen Präferenzen und der spezifischen Situation sind diese Faktoren unterschiedlich zu gewichten. Die Faktoren können untereinander im Konflikt stehen und sind auf den Einzelfall bezogen in ein Gleichgewicht zu bringen.

### Lokale Gerechtigkeit
Einen weiteren Aspekt brachte Jon Elster unter dem Stichwort „lokale Gerechtigkeit“ ein. Er verwies darauf, dass auf dezentraler Ebene eine Vielzahl von Gerechtigkeitsfragen in Bezug auf knappe Güter entschieden werden, die nicht im Blickpunkt der gesamten Gesellschaft stehen, für den Einzelnen aber von hoher Bedeutung sind. Hierzu zählen die Vergabe von Kindergartenplätzen, die Zulassung an einer Universität, die Vergabe von Transplantaten oder die Auswahl von Mitarbeitern bei Beförderungen und Entlassungen. In der Praxis finden sich gleichheitsorientierte Prinzipien (Lotterie, Rotation), zeitbasierte Konzepte (Warteschlange), personenabhängige Kriterien (Alter, Geschlecht, Anzahl Geschwister) und bedarfsorientierte Konzepte (Wohlfahrt, Effizienz) sowie Kombinationen aus diesen Ansätzen (zum Beispiel Punktebewertungssysteme). Im Ergebnis verweist Elster darauf, dass aufgrund der Notwendigkeit der Rechtfertigung ein zunehmender Trend zur Ablösung einfacher Verteilungskriterien durch Methoden der Verfahrensgerechtigkeit zu beobachten sei.

### Pierre Bourdieu
Der französische Soziologe Pierre Bourdieu hat insbesondere mit seinen Werken Die feinen Unterschiede und Das Elend der Welt empirische Studien zur Erforschung sozialer Tatsachen, die auf Ungerechtigkeit verweisen, vorgelegt.
Bourdieus Theorie der sozialen Ungleichheit arbeitet heraus, dass der individuelle Lebensstil von der Zugehörigkeit zu einer sozialen Klasse abhängt. Die herrschende Klasse, die über kulturelles und ökonomisches Kapital verfügt, ist um soziale Abgrenzung bemüht. Die mittlere Gruppe verfügt im geringeren Umfang über kulturelles und ökonomisches Kapital. Ihr Ziel ist die Nachahmung der Oberklasse. Dagegen ist die Arbeiterschaft in ihrem Lebensstil von dem Zwang der Notwendigkeiten bestimmt. Die Sozialstruktur führt zu einem Habitus, der sich in bestimmten kulturellen Praktiken niederschlägt.

## Befragungsergebnisse in Deutschland

### Das Sozio-ökonomische Panel
Eine Sonderumfrage im Rahmen des sozio-ökonomischen Panels im Jahr 2003 bestätigt für Deutschland die Auffassung, dass Gleichheit, Leistung und Bedürfnisse von der Bevölkerung als gleichzeitig nebeneinander gültige Gerechtigkeitskriterien betrachtet werden.
- Der Aussage „Soziale Gerechtigkeit bedeutet, dass alle Bürger die gleichen Lebensbedingungen haben.“ stimmten 33 % voll und 34 % eher zu.
- Der Aussage „Ein Anreiz für Leistung besteht nur dann, wenn die Unterschiede im Einkommen groß genug sind.“ stimmten 28 % voll und 42 % eher zu.
- der Aussage „ein Staat [soll] für alle einen Mindestlebensstandard garantieren.“ stimmten 53 % voll und 30 % eher zu.

Für alle drei Positionen findet sich bei diesen Antworten eine deutliche Mehrheit.
In einer weiteren Sonderumfrage im Rahmen des SOEP aus dem Jahr 2006 sprach sich eine deutliche Mehrheit der Deutschen für eine Ausweitung der Chancengerechtigkeit in Hinblick auf den Zugang zum Arbeitsmarkt und zu den staatlichen Sozialleistungen auf der Ebene der Europäischen Union aus.

### Gerechtigkeit als innerdeutsches Problem
In Deutschland wurde zum Thema „Gerechtigkeit als innerdeutsches Problem“ eine Befragung von 2500 Personen in den Jahren 1996 und 1998 durchgeführt.
Die Ergebnisse dieser Studie werden wie folgt zusammengefasst:
1. Ost- und Westdeutsche schätzen die berufliche Situation im Osten als deutlich schlechter ein und bewerten diese Schlechterstellung des Ostens als ungerecht.
2. Westdeutsche haben ein besseres Bild von den Ostdeutschen als von sich selbst. Bei Ostdeutschen ist es umgekehrt. Ihr Bild von sich fällt deutlich positiver aus als ihr Bild von Westdeutschen.
3. Im Vergleich zu Westdeutschen sind Ostdeutsche nach objektiven Kriterien im Berufsleben vielfältig benachteiligt.
4. Mit Blick auf die Situation im Berufsleben überwiegen in Ost und West die beiden Gefühle Angst und Hoffnungslosigkeit. Beide Gefühle sind im Osten deutlich stärker ausgeprägt als im Westen.
5. Die Lebenszufriedenheit Ostdeutscher ist in vielen Bereichen schlechter als jene Westdeutscher. Dennoch sind das allgemeine Wohlbefinden und die seelische Gesundheit in beiden Landesteilen gleich gut.
6. Das allgemeine Wohlbefinden sinkt in dem Maße, in dem eine Person sich über die Zukunft im Berufsleben ängstigt und auf die besseren beruflichen Bedingungen im anderen Landesteil neidisch ist. Auch Schuldgefühle über gute eigene berufliche Möglichkeiten bedeuten ein Risiko für die seelische Gesundheit. Stolz auf die gute berufliche Situation im eigenen Landesteil hingegen schützt das Wohlbefinden. Diese Zusammenhänge gelten in Ost und West.
7. Weiterhin hängt die seelische Gesundheit von der Lebenszufriedenheit von vier wichtigen Lebensbereichen ab: der Zufriedenheit mit sich selbst, der Zufriedenheit mit der persönlichen beruflichen Situation, der Zufriedenheit mit der eigenen Gesundheit, der Zufriedenheit mit der Partnerschaft oder Ehe.
8. Schließlich trägt das Bild, das man von den Mitmenschen im eigenen Landesteil hat, zur seelischen Gesundheit bei. Ein kollektives Selbstbewusstsein schützt das Wohlbefinden. Dieser Zusammenhang erklärt möglicherweise den überraschenden Befund, dass Ostdeutsche trotz größerer objektiver und subjektiver Belastungen nicht weniger seelisch gesund sind als Westdeutsche. Kompensierend wirkt bei Ostdeutschen möglicherweise das ausgeprägt kollektive Selbstbewusstsein.
9. Im Rückblick ist das Wohlbefinden Westdeutscher während der letzten zehn Jahre kontinuierlich gestiegen. Bei Ostdeutschen gab es einen Einbruch in den Jahren 1991 und 1992. Seitdem steigt das Wohlbefinden kontinuierlich an.
10. Zwischen Gerechtigkeitsurteilen und Gefühlen besteht ein deutlicher Zusammenhang: Wer den eigenen Landesteil im beruflichen Sektor ungerechterweise als benachteiligt erlebt, reagiert mit Angst und Neid. Da diese beiden Gefühle mit dem allgemeinen Wohlbefinden und der seelischen Gesundheit besonders eng zusammenhängen, kann geschlossen werden: Wahrgenommene Ungerechtigkeiten im wiedervereinigten Deutschland gefährden die seelische Gesundheit.
11. Schuldgefühle wegen der relativ besseren beruflichen Bedingungen im eigenen Landesteil motivieren Westdeutsche zu Solidarität und Verzichtsbereitschaft zugunsten des Ostens.

### Weitere Erhebungen zur Ungleichheit
Weitere Untersuchungen zur Sozialstruktur basieren auf dem Wohlfahrtssurvey und der Einkommens- und Verbrauchsstichprobe. Diese enthalten Angaben zur Ungleichheit in Deutschland, wobei der Schwerpunkt auf der Erfassung der Lebenslage insgesamt sowie der Untersuchung der Armut in Deutschland liegt. Eine systematische Auswertung erfolgt in den Armuts- und Reichtumsberichten der Bundesregierung.

## Weitere empirische Befunde
Nach David Miller kommt keine Gerechtigkeitsforschung ohne eine zugrunde liegende, zumindest implizit unterstellte Gerechtigkeitstheorie aus. Andererseits bedarf jede Gerechtigkeitstheorie einer Überprüfung anhand empirischer Forschungsergebnisse, wenn sie der Praxis standhalten soll. Bei der Entwicklung seiner Gerechtigkeitstheorie untersucht Miller zu diesem Zweck eine Vielzahl empirischer Studien, aus denen er einige allgemeine Ergebnisse ableitet.
Nach Miller zeigen die empirischen Studien, dass in der Praxis
1. pluralistische Gerechtigkeitsansprüche gegeneinander ausbalanciert werden, und
2. die Orientierung an Gerechtigkeitsgrundsätzen vom sozialen Kontext abhängt.

Die verschiedenen empirischen Studien führen zu folgenden allgemeinen Aussagen:
- „Es ist wahrscheinlich, dass sowohl die intuitiven Vorstellungen von einer angemessenen Verteilung als auch die diesen Vorstellungen zugrunde liegenden tatsächlichen Verteilungspraktiken von Gut zu Gut variieren.“[26]
- Im Falle unterschiedlicher Leistungen bei einer bestimmten Tätigkeit wird auf der Mikroebene Gerechtigkeit nach dem Verdienst beurteilt, allerdings mit Einschränkungen.
  - „Je mehr Gruppensolidarität entsteht, desto stärker verschiebt sich die favorisierte Verteilung in Richtung Gleichheit.“[27]
  - Belohnung hängt auch von der Anstrengung ab, mit der jemand eine Leistung erbringt.[28]
  - Das Prinzip der Gleichheit spielt in langfristig angelegten Gruppen eine gewichtigere Rolle als in temporären Gruppen.[29]
  - Gruppen mit einer Diskussion über Verteilungsprinzipien tendieren eher zur Gleichheit.[30]
  - Die Präferenz einer Gruppe hängt von ihren Zielvorgaben ab. Bei Effizienzsteigerung als Ziel wird das Leistungsprinzip bevorzugt, bei Gruppenharmonie als Zielsetzung dominiert das Gleichheitsprinzip.[31]
  - Befähigung für sich genommen begründet noch keinen höheren Anspruch auf Verdienst. Es muss Anstrengung hinzukommen.[32]
- Allgemein stößt das Leistungsprinzip auf breite Zustimmung, die in verschiedenen Erhebungen bei mindestens 70 % lag.[33]
- Verschiedene Studien zeigen, dass die als akzeptabel angesehene Ungleichheit geringer ist (Einkommensverhältnis von 12:1 beim Vergleich eines Fahrstuhlführers mit einem Rechtsanwalt oder Top-Manager), als die in der Wirklichkeit tatsächlich bestehenden Verhältnisse.[34]
- Unterschiedliche Bildung ist bei gleicher Art der Arbeit kein Grund für ungleiches Einkommen.[35]
- Im Gegensatz zu Bedürfnissen sind Vorlieben kein Kriterium für eine gerechte Verteilung.[36]
- Bei einer bedarfsorientierten Umverteilung sind Mindeststandards der Effizienz zu beachten (zum Beispiel in der medizinischen Versorgung).[37]
- Grundsätzlich wird einer Grundversorgung einschließlich Wohnen und Gesundheit für Personen, die nicht für ihren eigenen Lebensunterhalt sorgen können, zugestimmt, allerdings mit Einschränkungen.[38]
  - Bedürftigkeit wegen Faulheit und Ziellosigkeit wird nicht akzeptiert.[39]
  - Unabhängig vom sozialen Status gibt es relativ einheitliche Vorstellungen, was zum notwendigen Lebensstandard gehört.[40]
- Gerechtigkeitsvorstellungen folgen (allerdings nicht allein) dem Eigeninteresse und sind adaptiv (spiegeln bestehende gesellschaftliche Verhältnisse wider).[41]
  - Während Arbeitergewerkschaften stark auf einen Egalitarismus abzielen, betonen Akademikerverbände deutlich stärker Qualifikation, Produktivität, Verantwortung und Bedeutung der Aufgabe.[42]
  - Während Einigkeit darüber besteht, dass es eine Lohndifferenzierung überhaupt geben soll, ist das Ausmaß umstritten.[43]
  - Höhergestellte betonen den Einfluss von persönlicher Verantwortung für Armut und Reichtum, während Schlechtergestellte eher strukturelle Merkmale wie Chancenungleichheit heranziehen.[44]

## Zum Verhältnis von normativen Theorien und empirischer Forschung
Sowohl für die Vertreter von Gerechtigkeitstheorien als auch für die Vertreter der empirischen Gerechtigkeitsforschung ist von Interesse, ob und in welchem Umfang Gerechtigkeitstheorien eine Entsprechung im alltäglichen Verständnis der Bevölkerung haben können. Damit dies der Fall ist, müssen Gerechtigkeitstheorien bestimmte Anforderungen erfüllen:
- Adäquatheit: Die in der normativen Theorie vorgesehenen Verteilungsmechanismen müssen so ausgestaltet sein, dass sie auf die tatsächlichen gesellschaftlichen Konstellationen und Sozialstrukturen anwendbar sind.
- Akzeptierbarkeit: Eine an moralischen Werten orientierte Theorie kann für vernünftige Personen nur Anerkennung finden, wenn sie nachvollziehbar, kohärent und moralisch akzeptabel ist.
- Anwendbarkeit: Eine Theorie der Gerechtigkeit ist nur dann sinnvoll, wenn sie im Rahmen von politischen Entscheidungen als Richtlinie dienen kann. Aufgrund der politischen Praxis muss die Theorie erwarten lassen, dass Entscheidungen auf ihrer Grundlage bei betroffenen Stimmberechtigten auf Zustimmung stoßen.

Eines der grundlegenden Probleme bei der Zusammenarbeit von normativen Theoretikern und Gerechtigkeitsforschern ist der Umgang mit dem Begriff der Gerechtigkeit. Bei allen unterschiedlichen Möglichkeiten, den Begriff zu definieren, ist davon auszugehen, dass normative Theorien als konstitutives Kriterium der Gerechtigkeit zumindest die Unparteilichkeit und eine moralische Regel zugrunde legen. Weiterhin fordert normative Gerechtigkeit begründete Entscheidungen (Vernunft) und Urteile, die von persönlichen Interessen absehen. In der Gerechtigkeitsforschung gilt hingegen das als gerecht, was der Befragte darunter tatsächlich versteht. Die empirischen Befragungen enthalten lediglich das Wort „gerecht“ oder „ungerecht“ als Stimulus, ohne Vorgaben über den Begriffsinhalt zu machen.

### Das Experiment von Frohlich/Oppenheimer
Ein konkretes Experiment zur Überprüfung der Theorie der Gerechtigkeit  von John Rawls wurde von Norman Frohlich und Joe A. Oppenheimer durchgeführt. In diesem Experiment hatten mehrere Versuchsgruppen sich zwischen vier Verteilungsprinzipien zu entscheiden:
1. Maximierung des geringsten Einkommens
2. Maximierung des Durchschnittseinkommens
3. Maximierung des Durchschnittseinkommens bei Gewährleistung eines Mindesteinkommens
4. Maximierung des Durchschnittseinkommens bei einem maximalen Unterschied zwischen höchstem und niedrigstem Einkommen

Falls die Gruppe sich auf ein Prinzip einigen würde, wurde ihr zugesagt, nach diesem Prinzip einen Geldbetrag unter den Mitgliedern zu verteilen. Wer welchen Betrag erhielt, sollte gelost werden. Andernfalls sollte auch das Verteilungsprinzip durch Los festgelegt werden. Zumeist wurde im Ergebnis eine Einigkeit erreicht und ganz überwiegend das Prinzip, das ein Mindesteinkommen gewährleistet (Nr. 3), ausgewählt.
Damit wurde das Differenzprinzip von Rawls (Nr. 1) eindeutig nicht favorisiert. Auch die uneingeschränkte Nutzenmaximierung des Utilitarismus (Nr. 2) wurde nicht bevorzugt. Allerdings lassen die Rahmenbedingungen des Experiments keinen eindeutigen Schluss zu. Zum einen abstrahieren reale Personen entgegen den Anforderungen von Rawls, in einer realen Entscheidungssituation nicht von ihren individuellen Fähigkeiten. Zum anderen waren die Probanden ganz überwiegend Studenten, so dass im Experiment keine neutrale, repräsentative Sozialstruktur gegeben war.

### International Social Justice Project
|                       | gerechtes/ tatsächliches Einkommen Arbeiter | gerechtes/ tatsächliches Einkommen Vorstand | Ist-Relation Arbeiter/ Vorstand | Soll-Relation | Veränderung Ist zu Soll |
| --------------------- | ------------------------------------------- | ------------------------------------------- | ------------------------------- | ------------- | ----------------------- |
| westliche Länder      |                                             |                                             |                                 |               |                         |
| USA                   | 1,363                                       | 0,815                                       | 0,230                           | 0,319         | +0,089                  |
| Japan                 | 1,321                                       | 0,891                                       | 0,158                           | 0,261         | +0,105                  |
| Deutschland (West)    | 1,353                                       | 0,860                                       | 0,136                           | 0,243         | +0,107                  |
| Niederlande           | 1,273                                       | 0,813                                       | 0,207                           | 0,353         | +0,146                  |
| Großbritannien        | 1,411                                       | 0,721                                       | 0,153                           | 0,319         | +0,166                  |
| osteuropäische Länder |                                             |                                             |                                 |               |                         |
| Tschechische Republik | 1,433                                       | 1,484                                       | 0,236                           | 0,362         | +0,126                  |
| Deutschland (Ost)     | 1,328                                       | 0,700                                       | 0,180                           | 0,338         | +0,180                  |
| Polen                 | 2,200                                       | 1,002                                       | 0,226                           | 0,478         | +0,252                  |
| Ungarn                | 1,793                                       | 0,710                                       | 0,165                           | 0,423         | +0,258                  |
| Russland              | 2,344                                       | 1,426                                       | 0,293                           | 0,463         | +0,170                  |
| Slowenien             | 2,451                                       | 0,988                                       | 0,099                           | 0,344         | +0,245                  |
| Slowakische Republik  | 1,789                                       | 0,977                                       | 0,244                           | 0,478         | +0,254                  |
| Bulgarien             | 2,177                                       | 1,167                                       | 0,348                           | 0,652         | +0,304                  |
| Estland               | 5,288                                       | 1,508                                       | 0,262                           | 0,638         | +0,376                  |

Das internationale Projekt zur Sozialen Gerechtigkeit (International Social Justice Project) ist ein internationales Forschungsprojekt mit Beteiligung von Wissenschaftlern aus zwölf Ländern. Forschungsgegenstand sind die individuellen Einstellungen der Bevölkerung zur sozialen, ökonomischen und politischen Gerechtigkeit in den beteiligten zwölf Ländern. Hierzu wurde im Jahre 1991 eine grundlegende Befragung durchgeführt, die mit einer Kontrollbefragung im Jahre 1996 ergänzt wurde. In Deutschland erfolgten weitere Erhebungen in den Jahren 2000 und 2004.
Ein wichtiger Analysebereich des ISJP ist die Frage nach der Einstellung zur Einkommensgerechtigkeit. Dabei wurden in der Befragung von 1991 das tatsächlich wahrgenommene und das als gerecht eingeschätzte Einkommen eines Vorstandsvorsitzenden und das eines Arbeiters gegenübergestellt. Die Ergebnisse in den untersuchten Ländern sind in der nebenstehenden Tabelle zusammengefasst.
In allen Ländern betrachteten die Befragen eine Anhebung der Einkommen als eine Verbesserung der Gerechtigkeit. Dabei wurde in den osteuropäischen Ländern der Anhebungsbedarf höher eingeschätzt. Hervorstechend ist Estland mit einer als notwendig angesehenen Anhebung um den Faktor fünf. In den westlichen Ländern und in einigen osteuropäischen Ländern bestand die Auffassung, dass die Vorstandsgehälter für eine gerechte Verteilung um 20 % bis 30 % abzusenken sind. In anderen osteuropäischen Ländern, insbesondere in der Tschechischen Republik. In Russland und Estland, wurde auch den Vorstandsvorsitzenden ein Einkommenszuwachs zugestanden, der allerdings mit Ausnahme der Tschechischen Republik niedriger ausfällt als der gerechte Einkommenszuwachs eines Arbeiters.
In den Spalten drei und vier wird ein direktes Verhältnis der Einkommen der Arbeiter zu den Einkommen der Vorstandsvorsitzenden gebildet. Der Vergleich Soll zu Ist zeigt in allen Ländern, dass eine für die Arbeiter günstigere Relation als gerecht angesehen wird. Die Schwankungsbreite reicht dabei von 26,1 % in Japan bis hin zu über 60 % in Bulgarien und Estland.
Dieses Ergebnis der ISJP-Befragung deutet darauf hin, dass die Befragten mehrheitlich für das Prinzip der Gleichheit eintreten. Zumindest weicht das Ergebnis gegenüber dem Experiment von Frohlich/Oppenheimer dahingehend ab, dass bei den oberen Einkommen eine Begrenzung und sogar eine Kürzung als gerecht angesehen wird. Stefan Liebig weist darauf hin, dass die Erhebungsbedingungen der beiden Studien ungleich sind. Im Experiment von Frohlich/Oppenheimer standen die Teilnehmer ähnlich wie bei Rawls vor einem Schleier des Nichtwissens. Sie entwickelten ein Modell für eine gerechte Verteilung, ohne zu wissen, welchen Anteil am zu verteilenden Betrag sie tatsächlich erhalten würden. In dieser Situation wurde eine ungleiche Verteilung als Chance und nicht als ungerecht beurteilt. Bei einer Befragung hingegen weiß ein jeder, welche Position er in der realen Gesellschaft tatsächlich einnimmt. Durch Bevorzugung einer stärker egalitären Verteilung ergibt sich für die Mehrzahl der Befragten eine Besserstellung. „Die Vermutung liegt also nahe, dass die über die klassischen Instrumente der Einstellungsforschung erhobenen Daten viel stärker von ‚persönlichen Präferenzen’ beeinflusst sind als dies für die experimentellen Ergebnisse von Frohlich und Oppenheimer gilt.“